# Тявзинский мирный договор
Тя́взинский ми́рный догово́р — договор о мире («вечный мир») между Русским царством и Швецией, подписанный в селении Тявзино (швед. Teusina, фин. Täyssinä (от названия деревни Tiensuu)) близ Ивангорода и Нарвы 18 (28) мая 1595 года. Завершил русско-шведскую войну 1590—1595 годов.

## Представители сторон

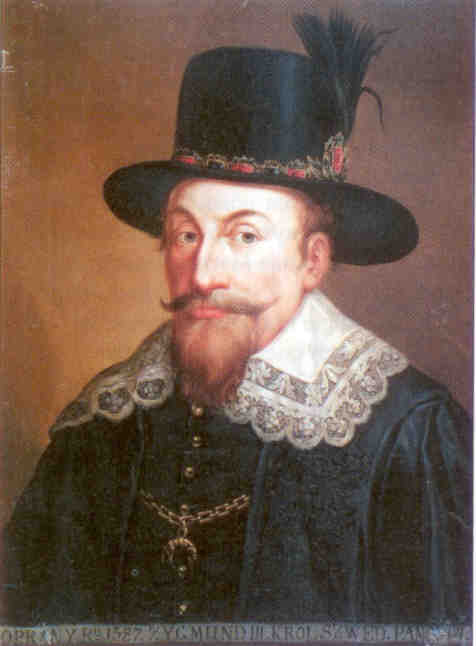
Сигизмунд III Васа

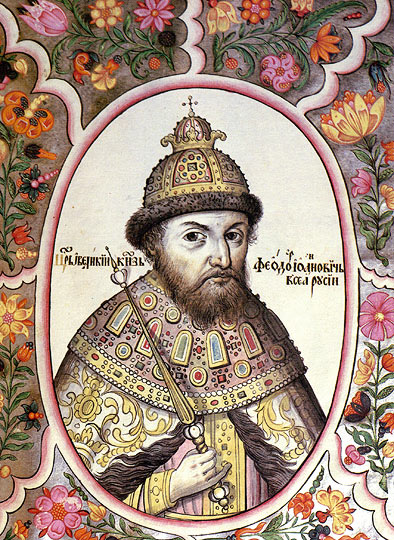
Фёдор I Иоаннович

Швецию от имени короля польского, великого князя литовского и короля шведского Сигизмунда III представляли:
- главный переговорщик (швед. chefsförhandlare) — рыцарь и королевский советник Стен Банер (швед. Sten Banérsv:Sten Axelsson Banér);
- Кристер Клаэссон (швед. Krister Klasson (Horn));
- ревельский и лифляндский наместник Ёрен Бое;
- нарвский наместник Арвед Эриксон;
- а также секретари: Никлас Раск и Ханс Кранк[1].

Русское царство от имени государя всея Руси, царя и великого князя Фёдора I Иоанновича представляли:
- князь, окольничий и наместник Калужский Иван Самсонович Туренин (Iwan Samsonowitz Turenin);
- боярин, стольник и наместник Елатомский Остафий Михайлович Пушкин (Ostafi Michalowitz Puschin);
- дьяки Григорий Иванович Клобуков (Gregori Iwanofzin Klabukow) и Посник Дмитриев (Posnick Dimetrua)[1].

Посредником на переговорах с начала 1595 года был посол римского императора Эренфрид фон Минкович.

## Положения договора

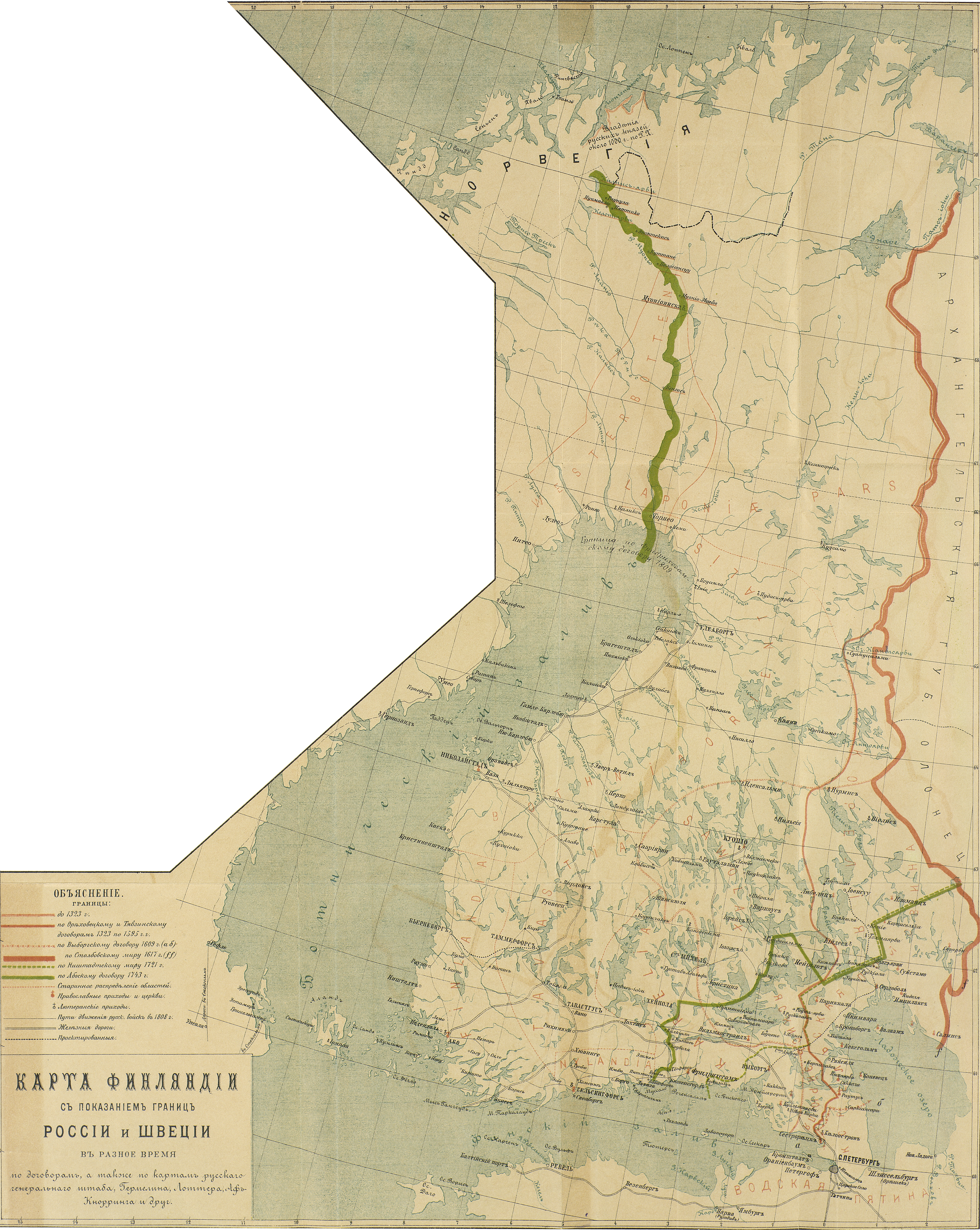
Карта Финляндии с указанием границ России и Швеции в разное время по договорам, а также по картам генерального штаба, Гермелина, Лоттера, Аф-Кнорринга и друг. Ордин, Кесарь Филиппович «Покорение Финляндии. Опыт описания по неизданным источникам». Том I. — СПб: Тип. И. Н. Скороходова, 1889

- Россия уступила Швеции Эстляндское княжество вместе с крепостями: Нарва, Ревель, Вейсенштейн, Везенберг, Падис, Толсборг, Новгородок, Боркгольм, Гапсаль, Лоде, Леаль, Фиккель.
- Швеция возвратила России замок Кексгольм со всеми прилегающими землями и уездами, которые ранее принадлежали Великому Новгороду: Ивангородом, Ямом, Копорьем, Нотебургом, Ладогой. Кроме того, обязалась не нападать на Колу и Псков, а также земли Двины (Соловецкий монастырь, Сумский Посад, Каргополь, Холмогоры).
- В свою очередь, Россия обязалась не развязывать войну против Швеции, Финляндии, Выборга, Нейшлота или других замков и провинций, расположенных в Финляндии, либо замков Эстляндии, Нарвы, Везенберга, Толсборга, Ревеля, Вейсенштейна, Лоде, Леаля, Гапсаля, Падиса, Боркгольма, Новгородка и Фикеля, а также против Каянской земли и Лапландии.
- Купцам из других государств разрешалось вести торговлю с русскими только через Выборг и Ревель, но без каких-либо ограничений. Нарва становилась свободной для шведского купечества. Торговля могла вестись только с нарвской стороны, но не ивангородской.
- Для шведской торговли становились свободными крепости Нотебург, Ладога, Новгород, Кексгольм, а также обе стороны реки Нарвы от устья до озера Пейпус, Пскова и других городов, куда только могут добраться шведские суда.
- Для иностранных купцов закрывался город Нарва. Шведским купцам было предоставлено право свободно торговать на русской земле, в том числе в Москве, Новгороде, Пскове и других русских городах, до татарских и иных областей. Подданные шведской короны получили право на владение помещениями для размещения складов, недвижимостью в Москве, Новгороде, Пскове и других местах. Русские подданные, в свою очередь, получали такие же привилегии в Выборге, Ревеле, Турку и других местностях.
- В договоре фиксировалось взаимное взыскание и уплата долгов подданными обеих сторон. При этом оплата долгов деньгами или товарами должна была производиться только в Выборге или Нарве.
- Фиксировалась обязательная взаимопомощь при кораблекрушении с возвращением имущества потерпевшей стороне.
- Устанавливался запрет на сбор дани с лопарей в местах, где существовал спор между обеими странами по поводу принадлежности земель. Однако за Швецией закреплялось право сбора дани с жителей Лапландии от Остроботнии до Варангера, а за Россией — с лопарей, которые проживали в районе Северной Двины, земель Кексгольма и Колы.
- Объявлялся обмен всеми пленными, взятыми в предыдущие годы, без выкупа и компенсаций.
- В случае смерти монархов, которые заключили мир, условия договора должны подтверждаться преемниками.
- Если кто-либо из преступников одной из сторон договора совершил преступление или нанёс ущерб убийством, грабежом, поджогом или жульничеством, то это не могло рассматриваться в качестве причины для нарушения мира и развязывания новой войны. Все инциденты должны были расследоваться совместно, а нарушители мира — наказываться. Перебежчики, если они совершили какое-либо преступление, должны были выдаваться одной из сторон, которая этого требовала.
- В договоре закреплялся свободный проезд, без препятствий и бесчестья, дипломатической миссии и провоза дипломатической почты.
- Замок Кексгольм и прилегающие уезды должны были быть переданы России после демаркации границы между Швецией и Россией, установленной текущим договором, то есть от озера Пейпус до Северного Ледовитого океана. При этом шведским подданным было разрешено переехать в Финляндию, вывезя с собой всё своё имущество.

## Значение
Хотя Россия возвращала себе крепости Ям, Копорье, Ивангород, а также Корелу, потерянные в результате Ливонской войны, в выигрышном положении оказалась Швеция, которая, кроме Ижорской земли, сохранила за собой полный контроль за русской внешней торговлей на Балтике: располагая выходами к морю, Россия не могла основать здесь морские гавани, кроме того, в договоре закреплялся принцип морской блокады русского побережья у Ивангорода, что значительно ударило по экономическим интересам страны и препятствовало расширению торговли с Западной Европой.
В Тявзинском договоре Россия также впервые официально признала включение в состав Швеции Остроботнии, которая к тому времени фактически находилась под контролем шведов в течение более двухсот лет.
Договор не был ратифицирован русским правительством вплоть до заключения в 1609 году в Выборге нового соглашения между Швецией и Россией.

## Оригинальные документы
Подлинный русский текст Тявзинского договора, привезенный по окончании переговоров шведской делегацией в Стокгольм, в настоящее время, по утверждению С. Л. Арии, является утраченным.
В 1960-е годы подлинный шведский текст Тявзинского договора, привезенный по окончании переговоров российской делегацией в Москву, хранился в Центральном государственном архиве древних актов СССР.
В 1970-е годы оригинал Тявзинского мирного договора был похищен из ЦГАДА СССР в рамках масштабной кражи из архива уникальных документов, единолично осуществленной сотрудником ЦГАДА СССР, выпускником Московского историко-архивного института, неким Апостоловым (однако по воспоминаниям С. Л. Арии, участвовавшего в деле о хищении в качестве адвоката одного из подсудимых, участников кражи было двое — «очень научных работников, двое привычных алкоголиков...»).
По воспоминаниям С. Л. Арии, договор был возвращен в архив учёным, к которому один из похитителей, даже не представлявший себе ценность документа, обратился с предложением его приобрести. Впоследствии судебные эксперты отказались установить точную стоимость оригинала мирного договора, сославшись на то, что оригиналы международных договоров, как правило,  не являются предметами коллекционирования, вследствие чего эксперты лишены были возможности определить рыночную цену оригинала Тявзинского мирного договора как коллекционного товара. Поэтому договор был оценен исходя из товарной стоимости аналогичных по возрасту и сохранности старинных пергаментов. В результате Тявзинский договор эксперты оценили в 28 тысяч рублей, каковая сумма и была вменена обвиняемым за его кражу.